# Millettia acuticarinata
Millettia acuticarinata är en ärtväxtart som beskrevs av Baker f. Millettia acuticarinata ingår i släktet Millettia och familjen ärtväxter. Inga underarter finns listade i Catalogue of Life.